# Villers-Sir-Simon
Villers-Sir-Simon è un comune francese di 133 abitanti situato nel dipartimento del Passo di Calais nella regione dell'Alta Francia.

## Società

### Evoluzione demografica
Abitanti censiti